# Natasha Alam
Natal'ja Anatolevna "Natasha" Šimančuk coniugata Alam (in russo Наталья Анатольевна Шиманчук?; Tashkent, 10 marzo 1983) è un'attrice e modella uzbeka naturalizzata statunitense.

## Biografia
Nata a Taškent, in Uzbekistan, ha effettuato gli studi presso l'University of Technology for Aviation. Successivamente si trasferisce a Mosca, dove inizia la carriera di modella con l'agenzia Red Star. Qualche anno dopo viene scoperta dall'agenzia italiana International Model Management (IMM) che le trova lavoro a Roma, Parigi, Milano e Londra come modella per Gucci, Versace, John Galliano, Rocco Barocco, Christian Dior, Trussardi, Vivienne Westwood e molti altri stilisti affermati. Grazie alla sua carriera da modella è apparsa sulle copertine di riviste come Maxim e Playboy.
Nel 1996 ha incontrato Amir Ebrahim Pahlavi Alam, nipote dello scià dell'Iran. La coppia si è sposata a New York nel 1998 e in seguito si è trasferita a Londra, dove Natasha ha iniziato a studiare recitazione. Nel 2001, con il marito, si trasferisce a Los Angeles, dove continua i suoi studi di recitazione e canto. Diventa voce solista di un gruppo musicale Shangri-La con base a Los Angeles.
Come attrice è apparsa nelle serie televisive Fastlane, NYPD Blue, Nip/Tuck, The Unit, Entourage e My Own Worst Enemy. Ha preso parte a molti cortometraggi ed è apparsa nella commedia tutta al femminile del 2008 The Women. Tra il 2004 e il 2007 ha ricoperto il ruolo ricorrente di Ava, modella della Forrester Creations, nella soap opera Beautiful.
Nel 2010 recita nella terza stagione della serie TV True Blood, nel ruolo di Yvetta, ballerina del Fangtasia ed interesse sessuale del vampiro Eric Northman.

### Vita privata
Si è sposata nel 1998 con Amir Ebrahim Pahlavi Alam, da cui ha preso il cognome. Si è separata nel 2004, per poi divorziare definitivamente nel 2005. Dopo il divorzio si stabilì Hollywood e l'ex marito tornò a Londra. Durante il matrimonio le è stato assegnato il titolo di principessa, mantenuto anche dopo il divorzio.